# The Canterville Ghost (1986)
The Canterville Ghost is een Amerikaanse film uit 1986, gebaseerd op het gelijknamige verhaal van Oscar Wilde.

## Verhaal
John Gielgud speelt de Canterville Ghost die wat vrede en rust zoekt in zijn kasteel. Hij wordt echter verstoord door Harry Canterville (Ted Wass), zijn dochter Jennifer (Alyssa Milano) en zijn vrouw Lucy (Andrea Marcovicci). Sir Simon probeert ze weg te jagen totdat Jennifer vrienden wordt met hem.

## Rolverdeling
| Acteur            | Personage                |
| ----------------- | ------------------------ |
| John Gielgud      | Sir Simon de Canterville |
| Ted Wass          | Harry Canterville        |
| Alyssa Milano     | Jennifer Canterville     |
| Andrea Marcovicci | Lucy Canterville         |
| Jeff Harding      | Earl                     |

## Trivia
Films gebaseerd op dit verhaal werden ook gemaakt in 1944, 1966, 1974, 1985, 1996, 1997 en 2001.